# 海通和尚
海通和尚，又称海通法师，唐玄宗開元年間推動开凿樂山大佛，未及完成即已去世。
海通和尚本為贵州人，于唐开元年间只身徒步千里来到嘉州。他見到凌云山下岷江、青衣江、大渡河三江汇合处水流湍急，每逢汛期，時有船隻撞擊山壁而導致船毀人亡。于是發願决定在这里塑造一座大佛，藉其法力鎮壓水勢而保往來船隻安全。
他花了数年的时间募集建造大佛所需的巨额资金。开元六年（公元718年），在海通的主持下，开凿大佛的工程终于开工。但海通却在刚刚看见大佛现出面部之时就溘然长逝了。
今天，有关海通的唯一遗址，是一个阴冷潮湿的山洞，洞内空徒四壁，只有两张凿壁而成的床。